# José Severini

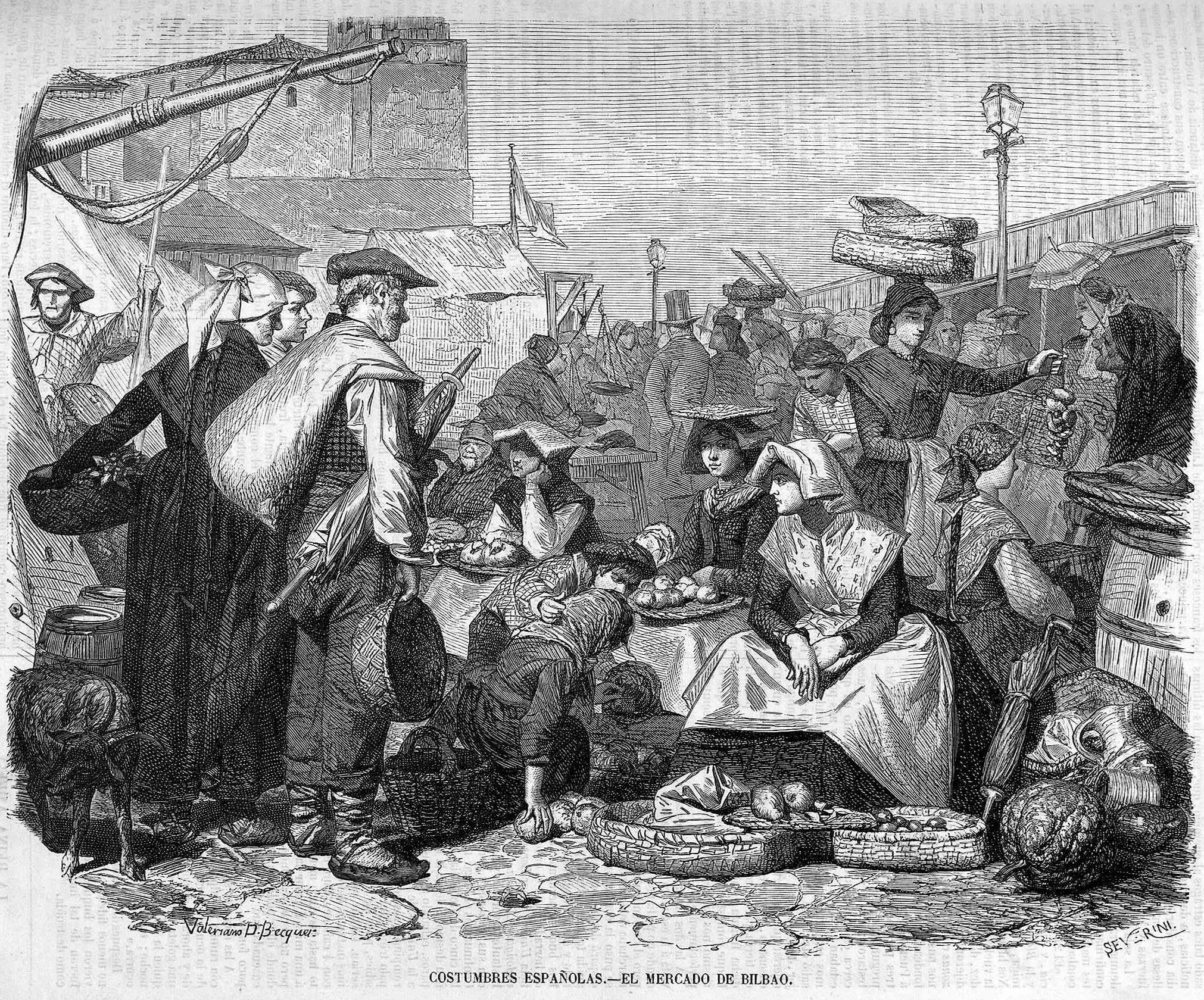
«Costumbres españolas, el mercado de Bilbao», dibujo de Valeriano Domínguez Bécquer, grabado de Severini (El Museo Universal, 1866).

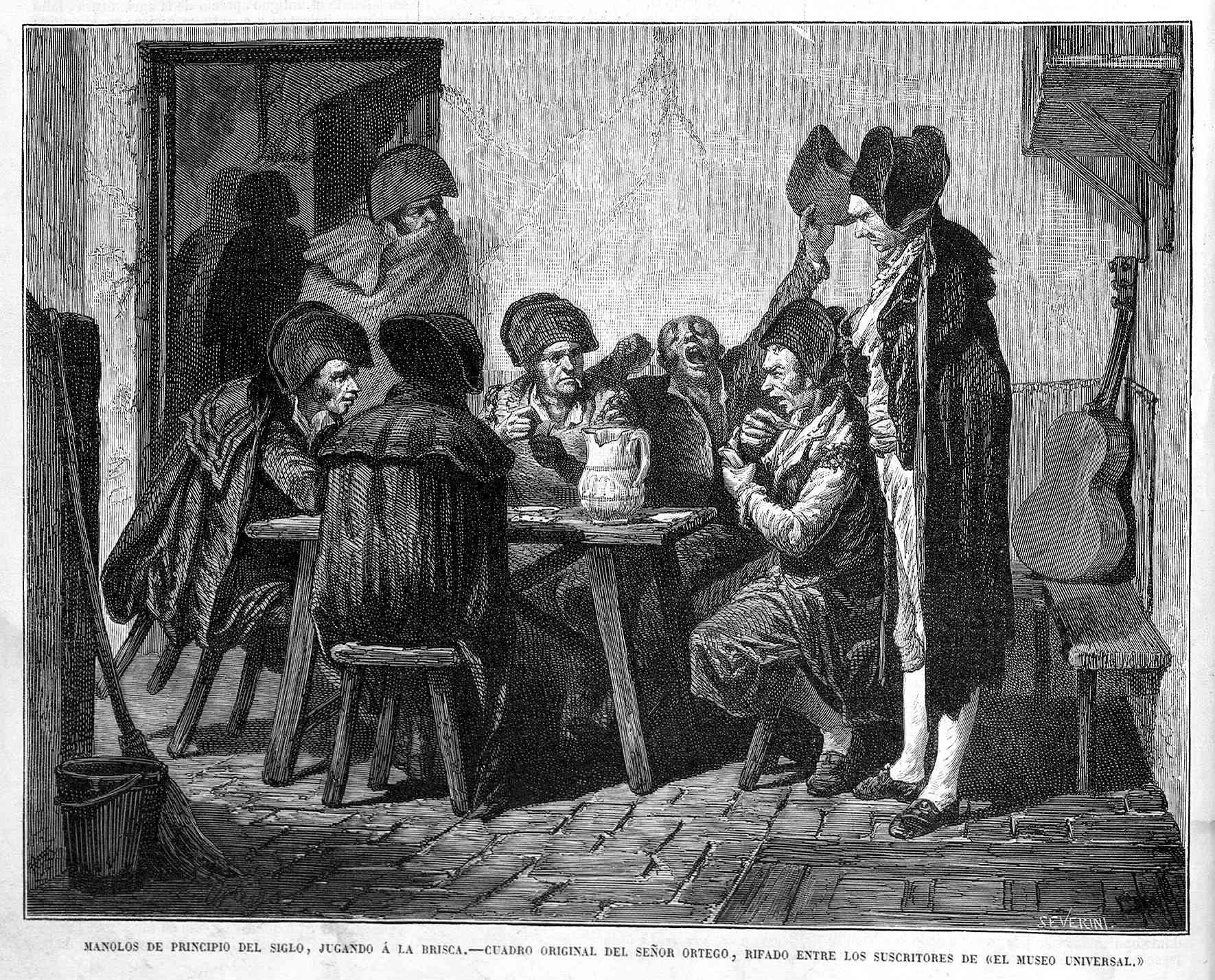
«Manolos de principio de siglo, jugando a la brisca», dibujo de Ortego, grabado de Severini (El Museo Universal, 1866).

José Severini (1838-1882) fue un xilógrafo español.

## Biografía
Nació en Madrid en 1838. Discípulo de Félix Batanero y estudiante de la Real Academia de San Fernando, presentó diversos grabados en madera en varias Exposiciones Nacionales de Bellas Artes, obteniendo en las de 1860 y 1862 medallas de tercera clase y menciones honoríficas en las restantes. Falleció en 1882. Fue discípulo suyo el grabador alcoyano Francisco Pastor Muntó.
Figuraron grabados suyos en publicaciones periódicas como El Museo Universal, Semanario Pintoresco Español, La Ilustración, El Periódico Ilustrado, El Arte en España o La Lectura para Todos, entre otras.
También realizó láminas para novelas como El martirio del alma, El rey del mundo, La maldición de Dios, La princesa de los Ursinos, Felipe V el animoso, La buena madre, Doña Blanca de Navarra, Lobos y ovejas o La madre de los desamparados, además de numerosas viñetas para la Historia del Escorial de Antonio Rotondo, Año cristiano (edición de Gaspar y Roig), Crónica del viaje de SS. MM. á las provincias andaluzas e Historia de las armas de infantería y caballería.